# Mineral de San Pedro Gilmonene
Mineral de San Pedro Gilmonene är en ort i Mexiko.   Den ligger i kommunen Guanajuato och delstaten Guanajuato, i den centrala delen av landet, 290 km nordväst om huvudstaden Mexico City. Mineral de San Pedro Gilmonene ligger 2 353 meter över havet och antalet invånare är 102.
Terrängen runt Mineral de San Pedro Gilmonene är huvudsakligen kuperad. Mineral de San Pedro Gilmonene ligger uppe på en höjd. Runt Mineral de San Pedro Gilmonene är det ganska tätbefolkat, med 160 invånare per kvadratkilometer. Närmaste större samhälle är Guanajuato, 7,0 km öster om Mineral de San Pedro Gilmonene. Trakten runt Mineral de San Pedro Gilmonene består i huvudsak av gräsmarker.